# Dominik Holec
Dominik Holec (sinh 28 tháng 7 năm 1994) là một thủ môn bóng đá Slovakia hiện tại thi đấu cho câu lạc bộ Sparta Prague.

## Sự nghiệp câu lạc bộ

### FC ViOn Zlaté Moravce
Holec ra mắt tại Fortuna Liga cho FC ViOn Zlaté Moravce trước MŠK Žilina ngày 26 tháng 2 năm 2017.